# Tòdids
Els tòdids (Todidae) són una família d'ocells de l'ordre dels coraciformes (Coraciiformes) restringida a les illes majors de les Antilles.

## Morfologia
- Són aus petites que fan 11-12 cm de llargària.
- El plomatge de totes les espècies és d'un verd iridescent per sobre, amb la gola roja.
- Les parts inferiors, més clares, tenen diferents colors depenent de les espècies.
- Cua curta i bec llarg i recte.
- No hi ha dimorfisme sexual.

## Hàbitat i distribució
Zones forestals, sovint prop de corrents d'aigua, a les illes de Cuba, l'Illa de la Juventud, Puerto Rico, Jamaica, la Hispaniola i la Gonâve (d'Haití), al Carib.

## Alimentació
S'alimenten principalment d'insectes que cacen en vol, després de saltar des d'una talaia. Poden agafar també les preses de les fulles, mentre volen. També poden capturar rèptils petits.

## Hàbits
Són solitaris.

## Reproducció
Fan una llodriguera al marge d'un rierol, o altres indrets, on dipositen de 2 a 5 ous blancs que ambdós pares coven. Després de nàixer romanen al niu fins que poden volar.

## Taxonomia
Se n'han distingit cinc espècies d'un únic gènere vivent:
- Gènere Todus
  - todi de Cuba (Todus multicolor).
  - todi becample (Todus subulatus).
  - todi becfí (Todus angustirostris).
  - todi de Jamaica (Todus todus).
  - todi de Puerto Rico (Todus mexicanus).